# Захаров, Митрофан Захарович
Митрофан Захарович Захаров (23 ноября [5 декабря] 1899, Мологский уезд, Ярославская губерния — 6 февраля 1985, Москва) — советский хозяйственный, государственный и политический деятель, Герой Социалистического Труда.

## Биография
Родился в 1899 году в селе Копорье Мологского уезда. Член КПСС.
С 1916 года — на хозяйственной, общественной и политической работе. В 1916—1984 гг. — ученик шорника, участник Октябрьской революции и Гражданской войны, резчик кожи на обувной фабрике «Пролетарий», председатель колхоза «9 января» в селе Зюзино Ленинского района Московской области, председатель колхоза «Возрождение», председатель колхоза имени Ратова Ленинского района Московской области.
Указом Президиума Верховного Совета СССР от 18 сентября 1950 года присвоено звание Героя Социалистического Труда с вручением ордена Ленина и золотой медали «Серп и Молот».
Жил на хуторе Шипилово, затем в Москве. Умер 6 февраля 1985 года.

## Комментарии
1. ↑  Село Копорье[1] находилось в 50 верстах от Мологи и относилось ко 2-му стану Мологского уезда Ярославской губернии; утрачено при создании Рыбинского водохранилища[2], ныне — территория Пошехонского района Ярославской области.